# Ottato di Milevi
Ottato (Milevi, ... – 385 circa) è stato un vescovo e teologo romano cristiano, ricordato per i suoi scritti contro il donatismo.

## Biografia
Ottato fu vescovo di Milevi, in Numidia, nel IV secolo.
Probabilmente era stato un retore pagano: si era convertito, come si evince da Agostino: "Non vediamo con quale grande bottino di oro e argento e vesti Cipriano, doctor suavissimus, uscirono dall'Egitto, e allo stesso modo Lattanzio, Vittorino, Ottato, Ilario?".
Il suo lavoro contro i donatisti (Adversus donatistas) è una risposta a Parmeniano, il successore di Donato nella sede di Cartagine. Girolamo ci dice che era in sei libri ed è stato scritto sotto Valente e Valentiniano (364-375). Siamo però in possesso di sette libri con l'elenco dei papi fino a Siricio (384-398). Allo stesso modo ci è data la successione donatista di antipapi, con Vittore, Bonifacio, Encolpio, Macrobio, Luciano, Claudiano (la data dell'ultimo è circa il 380), anche se in alcune frasi precedenti Macrobio è menzionato come il vescovo attuale. Il piano dei lavori previsto nel Libro I si completa in sei libri: sembra quindi che il settimo libro, che Girolamo non conosceva nel 392, fosse un'appendice a una nuova edizione, in cui Ottato faceva l'integrazione delle due liste episcopali. La data del lavoro originale è fissato dalla dichiarazione in I, XIII, dove si dice che sessant'anni e più erano passati dalla persecuzione di Diocleziano (305). Fotino († 376) è apparentemente considerato ancora vivo, Giuliano è morto (363). Dunque i primi sei libri sono stati pubblicati intorno al 366-370, e la seconda edizione sul 385-390.
Ottato si occupa della controversia tra cattolici e donatisti. Egli distingue tra gli scismatici ed eretici: i primi hanno rifiutato l'unità, ma seguono la vera dottrina e hanno veri sacramenti, quindi Parmeniano e i suoi seguaci non sono minacciati con la dannazione eterna. Questa dottrina lieve è un grande contrasto con la gravità di molti dei Padri contro scisma. Sembra essere motivata dalla nozione che tutti coloro che hanno la fede saranno salvati, anche se dopo un lungo tormento, una visione che Agostino ha spesso combattuto. Donatisti e cattolici sono concordi per quanto riguarda la necessaria unità della Chiesa. La domanda era: dove si trova questa unica Chiesa? Ottato sostiene che non può essere solo in un angolo d'Africa, ma deve essere la Catholica (la parola è usata come sostantivo), che è in tutto il mondo. Parmeniano aveva enumerato sei doti, o proprietà, della Chiesa, di cui Ottato accetta cinque, e sostiene che la prima, la sedia episcopale, cattedra, appartiene ai cattolici. Ottato schernisce poi la successione recente di antipapi donatisti a Roma.
Ottato sostiene, in particolare nel libro V, contro la dottrina che i donatisti avevano ereditato da Cipriano, che il battesimo da parte di coloro al di fuori della Chiesa non può essere valido e anticipa l'argomento di Agostino che la fede del battezzatore non importa, dal momento che è Dio che conferisce la grazia. La sua dichiarazione di efficacia dei sacramenti ex opere operato è ben noto: "Sacramenta per se esse sancta, non per homines" (V, iv).
Nel libro VII, aggiunge un argomento degno di nota per l'unità: san Pietro ha peccato più gravemente e rinnegato il suo Maestro, ma ha mantenuto le chiavi, e per il bene dell'unità e della carità gli Apostoli non si separavano mai dalla sua comunione. Così Ottato difende la volontà dei cattolici di ricevere i donatisti all'unità senza difficoltà, perché ci deve essere sempre peccatori nella Chiesa, e la zizzania viene miscelato con il grano, ma la carità copre una moltitudine di peccati.
Lo stile di Ottato è vigoroso e vivace. Con il suo stile dal tono polemico non privo di punte ironiche, tende a minimizzare i motivi del contrasto tra cattolici e donatisti, in modo da presentare questi ultimi come estremisti, che quei motivi radicalizzavano ed esageravano perché sollecitati dal loro fanatismo. Nelle sue polemiche contro i suoi "fratelli", come insiste a chiamare i vescovi donatisti, egli usa molto Cipriano.
Il suo stile è quindi rigoroso come Cipriano per le cadenze metriche alla chiusura di ogni frase. Era evidentemente un uomo di buon gusto e di alta cultura, e ci ha lasciato nel suo unico lavoro un monumento di dialettica convincente, di elegante forma letteraria e di carità cristiana.
Ma la sistematizzazione generale dei suoi argomenti non è così buono come lo sviluppo di ciascuno di essi per sé. Le sue interpretazioni allegoriche sono inverosimile, ma quelli di Parmeniano erano evidentemente ancora più stravaganti.
Un'appendice conteneva un importante dossier di documenti che erano apparentemente stati raccolti da qualche polemista cattolico tra 330 e 347. Questa raccolta era già mutilato quando è stato copiato dal copista del manoscritto unico che si è conservato, e quel manoscritto è incompleto, in modo che ora deploriamo la perdita di una gran parte di questo fondamentale materiale per la storia iniziale del donatismo. Siamo in grado di dire che cosa è stato perso dalle citazioni fatte da Ottato stesso e da Agostino.

## Culto
Ottato apparentemente non ha mai ricevuto alcun culto e - sebbene sia sconosciuto a tutti i martirologi e i calendari antichi, il suo nome è stato inserito nel Martirologio Romano al 4 giugno:
(Martirologio Romano)